# 딜람 전투
딜람 전투는 라쉬디와 사우디 반란군 사이에서 벌어진 통일 전쟁의 주요한 전투다. 이 전투는 1903년 1월 27일 현재 사우디 아라비아의 수도인 리야드 남쪽에 있는 딜람 마을에서 벌어졌다.
리야드를 정복하고 1년이 지나자, 이븐 사우드는 가짜 소식으로 라시디 가문을 리야드에서 몰아내고자 했다. 이를 위해 이븐 사우드는 1000명의 전사를 리야드에 배치하고 나머지 3500명과 함께 도시를 나서 딜람을 점령했다. 라쉬디 가문은 이븐 사우드를 끝장내고 딜람을 되찾기 위해 딜람까지 따라왔다.전투 도중, 라쉬디 가문은 250명을 잃고, 남쪽 네지드의 통제권을 완전히 잃었다.

## 참고 자료
- 아랍어 위키백과 딜람 전투